# Барзе
Барзе (чечен. Барзa) — хутор в Веденском районе Чеченской Республики. Входит в состав Тазен-Калинского сельского поселения.

## География
Село расположено в 6 км от села Тазен-Кала и в 28 км к северо-востоку от районного центра Ведено.
Ближайшие населённые пункты: на севере — село Верхние Курчали, на северо-востоке — село Центорой, на северо-западе — село Кошка-Аре, на юго-востоке — село Белгатой, на юго-западе — село Юкарчой.

## Население
| 1990 | 2002 | 2010 |
| ---- | ---- | ---- |
| 26   | ↘0   | →0   |